# Milionia integra
Milionia integra är en fjärilsart som beskrevs av Claude Herbulot 1980. Milionia integra ingår i släktet Milionia och familjen mätare. Inga underarter finns listade i Catalogue of Life.